# NGC 3247
NGC 3247 је расејано звездано јато у сазвежђу Прамац које се налази на NGC листи објеката дубоког неба.
Деклинација објекта је - 57° 45' 48" а ректасцензија 10h 24m 12,0s. Привидна величина (магнитуда) објекта NGC 3247 износи 7,6 а фотографска магнитуда 8,0. NGC 3247 је још познат и под ознакама OCL 809, ESO 127-SC19, Westerlund 2, in EN.